# Hrochoť
Hrochoť es un municipio del distrito de Banská Bystrica en la región de Banská Bystrica, Eslovaquia, con una población estimada a final del año 2024 de 1428 habitantes.
Se encuentra ubicado en la zona centro-norte de la región, cerca del río Hron —un afluente izquierdo del Danubio— y de la frontera con la región de Žilina.

## Demografía
| Año        | 1994 | 2004    | 2014    | 2024    |
| ---------- | ---- | ------- | ------- | ------- |
| Población  | 1347 | 1432    | 1502    | 1428    |
| Diferencia |      | +6,31 % | +4,88 % | −4,92 % |

| Año        | 2023 | 2024    |
| ---------- | ---- | ------- |
| Población  | 1432 | 1428    |
| Diferencia |      | −0,27 % |